# Kolotl magnus
Kolotl magnus es una especie de arácnido perteneciente a la familia Diplocentridae, del orden Scorpiones. Esta especie fue descrita por Beutelspacher y López-Forment en 1991.

## Nombre común
- Español: escorpión de manos gordas.[1]

## Clasificación y descripción de la especie
Es un escorpión de tamaño grande, llegando a alcanzar una talla que va de los 7 a los 10 cm de longitud; en las hembras la coloración es ocrácea obscura en la parte dorsal, pedipalpos y metasoma color negro; patas de color rojo pardo; carapacho en forma casi pentagonal; pedipalpos muy robustos; patas aplanadas; en la base del aguijón presentan un tubérculo, parecido a una muesca.

## Distribución de la especie
Esta especie es endémica de México, se encuentra en el estado de Guerrero, en el municipio de Acapulco.

## Ambiente terrestre
Se le halla en altitudes bajas menores a los 100 metros s.n.m., donde el tipo de vegetación dominante es la selva baja caducifolia, son de hábitos nocturnos, viven en grietas u oquedades en las paredes de piedra. Inicialmente la especie fue descrita como troglobia, debido a que se recolectó dentro de una cueva, pero investigaciones posteriores lo descartaron.

## Estado de conservación
No se encuentra dentro de ninguna categoría de riesgo en las normas nacionales e internacionales, esto debido en gran medida al bajo conocimiento que se tiene de la especie.